# Caladenia dimorpha
Caladenia dimorpha är en orkidéart som beskrevs av Robert Desmond David Fitzgerald. Caladenia dimorpha ingår i släktet Caladenia och familjen orkidéer. Inga underarter finns listade i Catalogue of Life.